# Next Stage (仮面ライダーGIRLSのシングル)
『Next stage』（ネクストステージ）は、仮面ライダーGIRLSの9枚目のシングル。2016年1月13日にavex traxから発売された。

## 概要
Track 1の「Next stage」は初期メンバーである安田奈央の卒業に合わせて作成された楽曲であり、メンバーの吉住絵里加も同時期にグループを卒業することとなり2名にとって最後の楽曲となった。同時に新メンバーの黒田絢子にとっては仮面ライダーGIRLSとして初のレコーディングとなり、彼女の代名詞的な楽曲ともなった。
Track 2の「Girls be Ambitious」は 『ぱちんこ 仮面ライダーフルスロットル』で使用されている。
Track 3の「UNLIMITED DRIVE」はドラマ『仮面ライダードライブ』の挿入歌。主人公の最強フォームであるタイプトライドロンのテーマソングとして第33話と第34話で使用されている。

## 収録内容

### CD
1. Next stage
  - 作詞：木村友威　作曲：KAY
2. Girls be Ambitious - 『ぱちんこ 仮面ライダーフルスロットル』使用曲
  - 作詞：Kanata Okajima　作曲：TSUKASA
3. UNLIMITED DRIVE - 『仮面ライダードライブ』挿入歌
  - 作詞：藤林聖子　作曲：DJ HurryKenn
4. Next stage (instrumental)
5. Girls be Ambitious (instrumental)
6. UNLIMITED DRIVE (instrumental)

### DVD
1. Next stage (music video)
2. Girls be Ambitious (music video)
3. Girls be Ambitious (making)
4. BONUS movie